# Oscar al miglior montaggio
L'Oscar al miglior montaggio (Academy Award for Best Film Editing) viene assegnato al montatore votato come migliore dall'Academy of Motion Picture Arts and Sciences, cioè l'ente che assegna gli Academy Awards, i celebri premi conosciuti in Italia come premi Oscar.

## Vincitori e candidati
Vengono di seguito indicati in grassetto i vincitori. Ove ricorrente e disponibile, viene indicato il titolo in lingua italiana e quello in lingua originale tra parentesi. Gli anni indicati sono quelli in cui è stato assegnato il premio e non quello in cui è stato diretto il film.

### 1930
- 1935
  - Conrad A. Nervig - Eskimo
  - Anne Bauchens - Cleopatra
  - Gene Milford - Una notte d'amore (One Night of Love)
- 1936
  - Ralph Dawson - Sogno di una notte di mezza estate (A Midsummer Night's Dream)
  - Margaret Booth - La tragedia del Bounty (Mutiny on the Bounty)
  - George Hively - Il traditore (The Informer)
  - Ellsworth Hoagland - I lancieri del Bengala (The Lives of a Bengal Lancer)
  - Robert J. Kern - Davide Copperfield (David Copperfield)
  - Barbara McLean - Il sergente di ferro (Les miserables)
- 1937
  - Ralph Dawson - Avorio nero (Anthony Adverse)
  - Edward Curtiss - Ambizione (Come and Get It)
  - William S. Gray - Il Paradiso delle fanciulle (The Great Ziegfeld)
  - Barbara McLean - I Lloyds di Londra (Lloyds of London)
  - Conrad A. Nervig - Le due città (A Tale of Two Cities)
  - Otto Meyer - L'adorabile nemica (Theodora Goes Wild)
- 1938
  - Gene Havlick e Gene Milford - Orizzonte perduto (Lost Horizon)
  - Al Clark - L'orribile verità (The Awful Truth)
  - Elmo Veron - Capitani coraggiosi (Captains Courageous)
  - Basil Wrangell - La buona terra (The Good Earth)
  - Bernard W. Burton - Cento uomini e una ragazza (One Hundred Men and a Girl)
- 1939
  - Ralph Dawson - Robin Hood (The Adventures of Robin Hood)
  - Barbara McLean - La grande strada bianca (Alexander's Ragtime Band)
  - Tom Held - Il grande valzer (The Great Waltz)
  - Tom Held - Arditi dell'aria (Test Pilot)
  - Gene Havlick - L'eterna illusione (You Can't Take It with You)

### 1940
- 1940
  - Hal C. Kern e James E. Newcom - Via col vento (Gone with the Wind)
  - Charles Frend - Addio, Mr. Chips! (Goodbye, Mr. Chips)
  - Gene Havlick e Al Clark - Mr. Smith va a Washington (Mr. Smith Goes to Washington)
  - Barbara McLean - La grande pioggia (The Rains Came)
  - Otho Lovering e Dorothy Spencer - Ombre rosse (Stagecoach)
- 1941
  - Anne Bauchens - Giubbe Rosse (North West Mounted Police)
  - Robert E. Simpson - Furore (The Grapes of Wrath)
  - Warren Low - Ombre malesi (The Letter)
  - Sherman Todd - Viaggio senza fine (The Long Voyage Home)
  - Hal C. Kern - Rebecca - La prima moglie (Rebecca)
- 1942
  - William Holmes - Il sergente York (Sergeant York)
  - Robert Wise - Quarto potere (Citizen Kane)
  - Harold F. Kress - Il dottor Jekyll e Mr. Hyde (Dr. Jekyll and Mr. Hyde)
  - James B. Clark - Com'era verde la mia valle (How Green Was My Valley)
  - Daniel Mandell - Piccole volpi (The Little Foxes)
- 1943
  - Daniel Mandell - L'idolo delle folle (The Pride of the Yankees)
  - Harold F. Kress - La signora Miniver (Mrs. Miniver)
  - Otto Meyer - Un evaso ha bussato alla porta (The Talk of the Town)
  - Walter Thompson - Sono un disertore (This above All)
  - George Amy - Ribalta di gloria (Yankee Doodle Dandy)
- 1944
  - George Amy - Arcipelago in fiamme (Air Force)
  - Doane Harrison - I cinque segreti del deserto (Five Graves to Cairo)
  - Owen Marks - Casablanca
  - Barbara McLean - Bernadette (The Song of Bernadette)
  - Sherman Todd e John Link - Per chi suona la campana (For Whom the Bell Tolls)
- 1945
  - Barbara McLean - Wilson
  - Leroy Stone - La mia via (Going My Way)
  - Owen Marks - Janie
  - Roland Gross - Il ribelle (None but the Lonely Heart)
  - Hal C. Kern e James E. Newcom - Da quando te ne andasti (Since You Went Away)
- 1946
  - Robert J. Kern - Gran Premio (National Velvet)
  - Harry Marker - Le campane di Santa Maria (The Bells of St. Mary's)
  - Doane Harrison - Giorni perduti (The Lost Weekend)
  - George Amy - Obiettivo Burma! (Objective, Burma!)
  - Charles Nelson - L'eterna armonia (A Song to Remember)
- 1947
  - Daniel Mandell - I migliori anni della nostra vita (The Best Years of Our Lives)
  - William Hornbeck - La vita è meravigliosa (It's a Wonderful Life)
  - William Lyon - Al Jolson (The Jolson Story)
  - Arthur Hilton - I gangsters (The Killers)
  - Harold F. Kress - Il cucciolo (The Yearling)
- 1948
  - Francis D. Lyon e Robert Parrish - Anima e corpo (Body and Soul)
  - Monica Collingwood - La moglie del Vescovo (The Bishop's Wife)
  - Harmon Jones - Barriera invisibile (Gentleman's Agreement)
  - George White - Il delfino verde (Green Dolphin Street)
  - Fergus McDonell - Fuggiasco (Odd Man Out)
- 1949
  - Paul Weatherwax - La città nuda (The Naked City)
  - Frank Sullivan - Giovanna d'Arco (Joan of Arc)
  - David Weisbart - Johnny Belinda
  - Christian Nyby - Il fiume rosso (Red River)
  - Reginald Mills - Scarpette rosse (The Red Shoes)

### 1950
- 1950
  - Harry Gerstad - Il grande campione (Champion)
  - John Dunning - Bastogne (Battleground)
  - Richard L. Van Enger - Iwo Jima deserto di fuoco (Sands of Iwo Jima)
  - Robert Parrish e Al Clark - Tutti gli uomini del re (All the King's Men)
  - Frederic Knudtson - La finestra socchiusa (The Window)
- 1951
  - Ralph E. Winters e Conrad A. Nervig - Le miniere di Re Salomone (King Solomon's Mines)
  - Barbara McLean - Eva contro Eva (All about Eve)
  - James E. Newcom - Anna prendi il fucile (Annie Get Your Gun)
  - Arthur P. Schmidt e Doane Harrison - Viale del tramonto (Sunset Blvd.)
  - Oswald Hafenrichter - Il terzo uomo (The Third Man)
- 1952
  - William Hornbeck - Un posto al sole (A Place in the Sun)
  - Adrienne Fazan - Un americano a Parigi (An American in Paris)
  - Dorothy Spencer - I dannati (Decision before Dawn)
  - Ralph E. Winters - Quo vadis (Quo Vadis)
  - Chester Schaeffer - La bambina nel pozzo (The Well)
- 1953
  - Elmo Williams e Harry Gerstad - Mezzogiorno di fuoco (High Noon)
  - Warren Low - Torna piccola Sheba! (Come Back, Little Sheba)
  - William Austin - Flat Top
  - Anne Bauchens - Il più grande spettacolo del mondo (The Greatest Show on Earth)
  - Ralph Kemplen - Moulin Rouge
- 1954
  - William Lyon - Da qui all'eternità (From Here to Eternity)
  - Irvine "Cotton" Warburton - Crazylegs
  - Otto Ludwig - La vergine sotto il tetto (The Moon Is Blue)
  - Robert Swink - Vacanze romane (Roman Holiday)
  - Everett Douglas - La guerra dei mondi (The War of the Worlds)
- 1955
  - Gene Milford - Fronte del porto (On the Waterfront)
  - Ralph Dawson - Prigionieri del cielo (The High and the Mighty)
  - William A. Lyon e Henry Batista - L'ammutinamento del Caine (The Caine Mutiny)
  - Ralph E. Winters - Sette spose per sette fratelli (Seven Brides for Seven Brothers)
  - Elmo Williams - Ventimila leghe sotto i mari (20,000 Leagues under the Sea)
- 1956
  - Charles Nelson e William A. Lyon - Picnic (Picnic)
  - Ferris Webster - Il seme della violenza (Blackboard Jungle)
  - Gene Ruggiero e George Boemler - Oklahoma!
  - Alma Macrorie - I ponti di Toko-Ri (The Bridges at Toko-Ri)
  - Warren Low - La rosa tatuata (The Rose Tattoo)
  - Arthur P. Schmidt e Philip W. Anderson - Sayonara
- 1957
  - Gene Ruggiero e Paul Weatherwax - Il giro del mondo in 80 giorni (Around the World in 80 Days)
  - Merrill G. White - La più grande corrida (The Brave One)
  - William Hornbeck, Philip W. Anderson e Jerome Thoms - Il gigante (Giant)
  - Albert Akst - Lassù qualcuno mi ama (Somebody Up There Likes Me)
  - Anne Bauchens - I dieci comandamenti (The Ten Commandments)
- 1958
  - Peter Taylor - Il ponte sul fiume Kwai (The Bridge on the River Kwai)
  - Warren Low - Sfida all'O.K. Corral (Gunfight at the O.K. Corral)
  - Viola Lawrence e Jerome Thoms - Pal Joey
  - Daniel Mandell - Testimone d'accusa (Witness for the Prosecution)
- 1959
  - Adrienne Fazan - Gigi
  - William Ziegler - La signora mia zia (Auntie Mame)
  - William A. Lyon e Al Clark - Cowboy
  - Frederic Knudtson - La parete di fango (The Defiant Ones)
  - William Hornbeck - Non voglio morire (I Want To Live!)

### 1960
- 1960
  - Ralph E. Winters e John D. Dunning - Ben-Hur
  - Louis R. Loeffler - Anatomia di un omicidio (Anatomy of a Murder)
  - George Tomasini - Intrigo internazionale (North by Northwest)
  - Walter Thompson - La storia di una monaca (The Nun's Story)
  - Frederic Knudtson - L'ultima spiaggia (On the Beach)
- 1961
  - Daniel Mandell - L'appartamento (The Apartment)
  - Stuart Gilmore - La battaglia di Alamo (The Alamo)
  - Frederic Knudtson - ...e l'uomo creò Satana (Inherit the Wind)
  - Viola Lawrence e Al Clark - Pepe
  - Robert Lawrence - Spartacus
- 1962
  - Thomas Stanford - West Side Story
  - William Reynolds - Fanny
  - Alan Osbiston - I cannoni di Navarone (The Guns of Navarone)
  - Frederic Knudtson - Vincitori e vinti (Judgment at Nuremberg)
  - Philip W. Anderson - Il cowboy con il velo da sposa (The Parent Trap)
- 1963
  - Anne Coates - Lawrence d'Arabia (Lawrence of Arabia)
  - Samuel E. Beetley - Il giorno più lungo (The Longest Day)
  - William Ziegler - Capobanda (The Music Man)
  - Ferris Webster - Va' e uccidi (The Manchurian Candidate)
  - John McSweeney Jr. - Gli ammutinati del Bounty (Mutiny on the Bounty)
- 1964
  - Harold F. Kress - La conquista del West (How the West Was Won)
  - Louis R. Loeffler - Il cardinale (The Cardinal)
  - Dorothy Spencer - Cleopatra
  - Ferris Webster - La grande fuga (The Great Escape)
  - Frederic Knudtson, Robert C. Jones e Gene Fowler Jr. - Questo pazzo, pazzo, pazzo, pazzo mondo (It's a Mad, Mad, Mad, Mad World)
- 1965
  - Cotton Warburton - Mary Poppins
  - Anne Coates - Becket e il suo re (Becket)
  - Ted J. Kent - Il gran lupo chiama (Father Goose)
  - Michael Luciano - Piano... piano, dolce Carlotta (Hush...Hush, Sweet Charlotte)
  - William Ziegler - My Fair Lady
- 1966
  - William Reynolds - Tutti insieme appassionatamente (The Sound of Music)
  - Charles Nelson - Cat Ballou
  - Norman Savage - Il dottor Zivago (Doctor Zhivago)
  - Michael Luciano - Il volo della Fenice (The Flight of the Phoenix)
  - Ralph E. Winters - La grande corsa (The Great Race)
- 1967
  - Fredric Steinkamp, Henry Berman, Stewart Linder e Frank Santillo - Grand Prix
  - William B. Murphy - Viaggio allucinante (Fantastic Voyage)
  - William Reynolds - Quelli della San Pablo (The Sand Pebbles)
  - Hal Ashby e J. Terry Williams - Arrivano i russi, arrivano i russi (The Russians Are Coming The Russians Are Coming)
  - Sam O'Steen - Chi ha paura di Virginia Woolf? (Who's Afraid of Virginia Woolf?)
- 1968
  - Hal Ashby - La calda notte dell'ispettore Tibbs (In the Heat of the Night)
  - Frank P. Keller - Spiaggia rossa (Beach Red)
  - Michael Luciano - Quella sporca dozzina (The Dirty Dozen)
  - Samuel E. Beetley e Marjorie Fowler - Il favoloso dottor Dolittle (Doctor Dolittle)
  - Robert C. Jones - Indovina chi viene a cena? (Guess Who's Coming to Dinner)
- 1969
  - Frank P. Keller - Bullitt
  - Frank Bracht - La strana coppia (The Odd Couple)
  - Ralph Kemplen - Oliver!
  - Robert Swink, Maury Winetrobe e William Sands - Funny Girl
  - Fred Feitshans e Eve Newman - Quattordici o guerra (Wild in the Streets)

### 1970
- 1970
  - Françoise Bonnot - Z - L'orgia del potere (Z)
  - William Reynolds - Hello, Dolly!
  - Hugh A. Robertson - Un uomo da marciapiede (Midnight Cowboy)
  - William Lyon e Earle Herdan - Il segreto di Santa Vittoria (The Secret of Santa Vittoria)
  - Fredric Steinkamp - Non si uccidono così anche i cavalli? (They Shoot Horses, Don't They?)
- 1971
  - Hugh S. Fowler - Patton, generale d'acciaio (Patton)
  - Stuart Gilmore - Airport
  - Danford B. Greene - M*A*S*H
  - James E. Newcom, Pembroke J. Herring e Inoue Chikaya - Tora! Tora! Tora!
  - Thelma Schoonmaker - Woodstock - Tre giorni di pace, amore e musica (Woodstock)
- 1972
  - Jerry Greenberg - Il braccio violento della legge (The French Connection)
  - Bill Butler - Arancia meccanica (A Clockwork Orange)
  - Stuart Gilmore e John W. Holmes - Andromeda (The Andromeda Strain)
  - Ralph E. Winters - Vedovo aitante, bisognoso affetto offresi anche babysitter (Kotch)
  - Folmar Blangsted - Quell'estate del '42 (Summer of '42)
- 1973
  - David Bretherton - Cabaret
  - Tom Priestley - Un tranquillo weekend di paura (Deliverance)
  - William Reynolds e Peter Zinner - Il padrino (The Godfather)
  - Frank P. Keller e Fred W. Berger - La pietra che scotta (The Hot Rock)
  - Harold F. Kress - L'avventura del Poseidon (The Poseidon Adventure)
- 1974
  - William Reynolds - La stangata (The Sting)
  - Ralph Kemplen - Il giorno dello Sciacallo (The Day of the Jackal)
  - Verna Fields e Marcia Lucas - American Graffiti
  - Frank P. Keller e James Galloway - Il gabbiano Jonathan (Jonathan Livingston Seagull)
  - Jordan Leondopoulos, Bud Smith, Evan Lottman e Norman Gay - L'esorcista (The Exorcist)
- 1975
  - Harold F. Kress e Carl Kress - L'inferno di cristallo (The Towering Inferno)
  - John C. Howard e Danford Greene - Mezzogiorno e mezzo di fuoco (Blazing S*addles)
  - Sam O'Steen - Chinatown
  - Dorothy Spencer - Terremoto (Earthquake)
  - Michael Luciano - Quella sporca ultima meta (The Longest Yard)
- 1976
  - Verna Fields - Lo squalo (Jaws)
  - Dede Allen - Quel pomeriggio di un giorno da cani (Dog Day Afternoon)
  - Russell Lloyd - L'uomo che volle farsi re (The Man Who Would Be King)
  - Fredric Steinkamp e Don Guidice - I tre giorni del Condor (Three Days of the Condor)
  - Richard Chew, Lynzee Klingman e Sheldon Kahn - Qualcuno volò sul nido del cuculo (One Flew over the Cuckoo's Nest)
- 1977
  - Richard Halsey e Scott Conrad - Rocky
  - Robert L. Wolfe - Tutti gli uomini del Presidente (All the President's Men)
  - Robert Jones e Pembroke J. Herring - Questa terra è la mia terra (Bound for Glory)
  - Alan Heim - Quinto potere (Network)
  - Eve Newman e Walter Hannemann - Panico nello stadio (Two-Minute Warning)
- 1978
  - Paul Hirsch, Marcia Lucas e Richard Chew - Guerre stellari (Star Wars)
  - Michael Kahn - Incontri ravvicinati del terzo tipo (Close Encounters of the Third Kind)
  - Walter Murch - Giulia (Julia)
  - William Reynolds - Due vite, una svolta (The Turning Point)
  - Walter Hannemann e Angelo Ross - Il bandito e la "Madama" (Smokey and the Bandit)
- 1979
  - Peter Zinner - Il cacciatore (The Deer Hunter)
  - Robert Swink - I ragazzi venuti dal Brasile (The Boys from Brazil)
  - Don Zimmerman - Tornando a casa (Coming Home)
  - Gerry Hambling - Fuga di mezzanotte (Midnight Express)
  - Stuart Baird - Superman

### 1980
- 1980
  - Alan Heim - All That Jazz - Lo spettacolo comincia (All That Jazz)
  - Richard Marks, Walter Murch, Gerald B. Greenberg e Lisa Fruchtman - Apocalypse Now
  - Robert Dalva - Black stallion (The Black Stallion)
  - Jerry Greenberg - Kramer contro Kramer (Kramer vs. Kramer)
  - Robert L. Wolfe e C. Timothy O'Meara - The Rose
- 1981
  - Thelma Schoonmaker - Toro scatenato (Raging Bull)
  - Arthur Schmidt - La ragazza di Nashville (Coal Miner's Daughter)
  - David Blewitt - Competition (The Competition)
  - Anne V. Coates - The Elephant Man
  - Gerry Hambling - Saranno famosi (Fame)
- 1982
  - Michael Kahn - I predatori dell'arca perduta (Raiders of the Lost Ark)
  - Terry Rawlings - Momenti di gloria (Chariots of Fire)
  - John Bloom - La donna del tenente francese (The French Lieutenant's Woman)
  - Robert L. Wolfe - Sul lago dorato (On Golden Pond)
  - Dede Allen e Craig McKay - Reds
- 1983
  - John Bloom - Gandhi
  - Hannes Nikel - U-Boot 96 (Das Boot)
  - Carol Littleton - E.T. l'extra-terrestre (E.T. The Extra-Terrestrial)
  - Peter Zinner - Ufficiale e gentiluomo (An Officer and a Gentleman)
  - Frederic Steinkamp e William Steinkamp - Tootsie
- 1984
  - Glenn Farr, Lisa Fruchtman, Stephen A. Rotter, Douglas Stewart e Tom Rolf - Uomini veri (The Right Stuff)
  - Frank Morriss e Edward Abroms - Tuono blu (Blue Thunder)
  - Bud Smith e Walt Mulconery - Flashdance
  - Sam O'Steen - Silkwood
  - Richard Marks- Voglia di tenerezza (Terms of Endearment)
- 1985
  - Jim Clark - Urla del silenzio (The Killing Fields)
  - Nena Danevic e Michael Chandler - Amadeus
  - Barry Malkin e Robert Q. Lovett - Cotton Club (The Cotton Club)
  - David Lean - Passaggio in India (A Passage to India)
  - Donn Cambern e Frank Morriss- All'inseguimento della pietra verde (Romancing the Stone)
- 1986
  - Thom Noble - Witness - Il testimone (Witness)
  - John Bloom - Chorus line (A Chorus Line)
  - Rudi Fehr e Kaja Fehr - L'onore dei Prizzi (Prizzi's Honor)
  - Henry Richardson - A 30 secondi dalla fine (Runaway Train)
  - Frederick Steinkamp, William Steinkamp, Pembroke Herring e Sheldon Kahn - La mia Africa (Out of Africa)
- 1987
  - Claire Simpson - Platoon
  - Ray Lovejoy - Aliens - Scontro finale (Aliens)
  - Susan E. Morse - Hannah e le sue sorelle (Hannah and Her Sisters)
  - Jim Clark - Mission (The Mission)
  - Billy Weber e Chris Lebenzon - Top Gun
- 1988
  - Gabriella Cristiani - L'ultimo imperatore (The Last Emperor)
  - Richard Marks - Dentro la notizia - Broadcast News (Broadcast News)
  - Michael Kahn - L'impero del sole (Empire of the Sun)
  - Michael Kahn, e Peter E. Berger - Attrazione fatale (Fatal Attraction)
  - Frank J. Urioste - RoboCop
- 1989
  - Arthur Schmidt - Chi ha incastrato Roger Rabbit (Who Framed Roger Rabbit)
  - Stuart Baird - Gorilla nella nebbia (Gorillas in the Mist: The Story of Dian Fossey)
  - Gerry Hambling - Mississippi Burning - Le radici dell'odio (Mississippi Burning)
  - Stu Linder - Rain man - L'uomo della pioggia (Rain Man)
  - Frank J. Urioste e John F. Link - Die Hard - Trappola di cristallo (Die Hard)

### 1990
- 1990
  - David Brenner e Joe Hutshing - Nato il quattro luglio (Born on the Fourth of July)
  - Noëlle Boisson - L'orso (L'ours)
  - Steven Rosenblum - Glory - Uomini di gloria (Glory)
  - William Steinkamp - I favolosi Baker (The Fabulous Baker Boys)
  - Mark Warner - A spasso con Daisy (Driving Miss Daisy)
- 1991
  - Neil Travis - Balla coi lupi (Dances with Wolves)
  - Barry Malkin, Lisa Fruchtman e Walter Murch - Il padrino - Parte III (The Godfather: Part III)
  - Walter Murch - Ghost - Fantasma (Ghost)
  - Thelma Schoonmaker - Quei bravi ragazzi (Goodfellas)
  - Dennis Virkler e John Wright - Caccia a Ottobre Rosso (The Hunt for Red October)
- 1992
  - Joe Hutshing e Pietro Scalia - JFK - un caso ancora aperto (JFK)
  - Conrad Buff, Mark Goldblatt e Richard A. Harris - Terminator 2 - Il giorno del giudizio (Terminator 2: Judgment Day)
  - Gerry Hambling - The Commitments
  - Craig McKay - Il silenzio degli innocenti (The Silence of the Lambs)
  - Thom Noble - Thelma & Louise
- 1993
  - Joel Cox - Gli spietati (Unforgiven)
  - Robert Leighton - Codice d'onore (A Few Good Men)
  - Kant Pan - La moglie del soldato (The Crying Game)
  - Geraldine Peroni - I protagonisti (The Player)
  - Frank J. Urioste - Basic Instinct
- 1994
  - Michael Kahn - Schindler's List - La lista di Schindler (Schindler's List)
  - Anne V. Coates - Nel centro del mirino (In the Line of Fire)
  - Gerry Hambling - Nel nome del padre (In the Name of the Father)
  - Veronika Jenet - Lezioni di piano (The Piano)
  - Dennis Virkler, David Finfer, Dean Goodhill, Don Brochu, Richard Nord e Dov Hoenig - Il fuggitivo (The Fugitive)
- 1995
  - Arthur Schmidt - Forrest Gump
  - Frederick Marx, Steve James e William Haugse - Hoop Dreams
  - Sally Menke - Pulp Fiction
  - Richard Francis-Bruce - Le ali della libertà (The Shawshank Redemption)
  - John Wright - Speed
- 1996
  - Mike Hill e Dan Hanley - Apollo 13
  - Marcus D'Arcy e Jay Friedkin - Babe - Maialino coraggioso (Babe)
  - Richard Francis-Bruce - Seven
  - Chris Lebenzon - Allarme rosso (Crimson Tide)
  - Steven Rosenblum - Braveheart - Cuore impavido (Braveheart)
- 1997
  - Walter Murch - Il paziente inglese (The English Patient)
  - Gerry Hambling - Evita
  - Roderick Jaynes - Fargo
  - Joe Hutshing - Jerry Maguire
  - Pip Karmel - Shine
- 1998
  - Conrad Buff, James Cameron e Richard A. Harris - Titanic
  - Richard Francis-Bruce - Air Force One
  - Richard Marks - Qualcosa è cambiato (As Good as It Gets)
  - Pietro Scalia - Will Hunting - Genio ribelle (Good Will Hunting)
  - Peter Honess - L.A. Confidential
- 1999
  - Michael Kahn - Salvate il soldato Ryan (Saving Private Ryan)
  - Anne V. Coates - Out of Sight
  - David Gamble - Shakespeare in Love
  - Billy Weber, Leslie Jones e Saar Klein - La sottile linea rossa (The Thin Red Line)
  - Simona Paggi - La vita è bella

### 2000
- 2000
  - Zach Staenberg - Matrix (The Matrix)
  - Tariq Anwar e Christopher Greenbury - American Beauty
  - Lisa Zeno Churgin - Le regole della casa del sidro (The Cider House Rules)
  - William Goldenberg, David Rosenbloom e Paul Rubell - Insider - Dietro la verità (The Insider)
  - Andrew Mondshein - The Sixth Sense - Il sesto senso (The Sixth Sense)
- 2001
  - Stephen Mirrione - Traffic
  - Joe Hutshing e Saar Klein - Quasi famosi (Almost Famous)
  - Tim Squyres - La tigre e il dragone (Wo hu cang long)
  - Pietro Scalia - Il gladiatore (Gladiator)
  - Dede Allen - Wonder Boys
- 2002
  - Pietro Scalia - Black Hawk Down - Black Hawk abbattuto
  - John Gilbert - Il Signore degli Anelli - La Compagnia dell'Anello (The Lord of the Rings: The Fellowship of the Ring)
  - Mike Hill e Dan Hanley - A Beautiful Mind
  - Dody Dorn - Memento
  - Jill Bilcock - Moulin Rouge!
- 2003
  - Martin Walsh - Chicago
  - Thelma Schoonmaker - Gangs of New York
  - Peter Boyle - The Hours
  - Michael J. Horton - Il Signore degli Anelli - Le due torri (The Lord of the Rings: The Two Towers)
  - Hervé de Luze - Il pianista (The Pianist)
- 2004
  - Jamie Selkirk - Il Signore degli Anelli - Il ritorno del re (The Lord of the Rings: The Return of the King)
  - Daniel Rezende - City of God (Cidade de Deus)
  - Walter Murch - Ritorno a Cold Mountain (Cold Mountain)
  - Lee Smith - Master and Commander - Sfida ai confini del mare (Master and Commander: The Far Side of the World)
  - William Goldenberg - Seabiscuit - Un mito senza tempo (Seabiscuit)
- 2005
  - Thelma Schoonmaker - The Aviator
  - Jim Miller, Paul Rubell - Collateral
  - Matt Chessé - Neverland - Un sogno per la vita (Finding Neverland)
  - Joel Cox - Million Dollar Baby
  - Paul Hirsch - Ray
- 2006
  - Hughes Winborne - Crash - Contatto fisico (Crash)
  - Claire Simpson - The Constant Gardener - La cospirazione (The Constant Gardener)
  - Michael Kahn - Munich
  - Michael McCusker - Quando l'amore brucia l'anima (Walk the Line)
  - Daniel P. Hanley, Mike Hill - Cinderella Man - Una ragione per lottare (Cinderella Man)
- 2007
  - Thelma Schoonmaker - The Departed - Il bene e il male (The Departed)
  - Douglas Crise e Stephen Mirrione - Babel
  - Steven Rosenblum - Blood Diamond - Diamanti di sangue (Blood Diamond)
  - Alfonso Cuarón e Alex Rodríguez - I figli degli uomini (Children of Men)
  - Clare Douglas, Richard Pearson e Christopher Rouse - United 93
- 2008
  - Christopher Rouse - The Bourne Ultimatum - Il ritorno dello sciacallo (The Bourne Ultimatum)
  - Juliette Welfling - Lo scafandro e la farfalla (Le scaphandre et le papillon)
  - Jay Cassidy - Into the Wild - Nelle terre selvagge (Into the Wild)
  - Ethan Coen e Joel Coen - Non è un paese per vecchi (No Country for Old Men)
  - Dylan Tichenor - Il petroliere (There Will Be Blood)
- 2009
  - Chris Dickens - The Millionaire (Slumdog Millionaire)
  - Elliot Graham - Milk
  - Angus Wall e Kirk Baxter - Il curioso caso di Benjamin Button (The Curious Case of Benjamin Button)
  - Daniel P. Hanley e Mike Hill - Frost/Nixon - Il duello (Frost/Nixon)
  - Lee Smith - Il cavaliere oscuro (The Dark Knight)

### 2010
- 2010
  - Chris Innis e Bob Murawski - The Hurt Locker
  - James Cameron, John Refoua e Stephen E. Rivkin - Avatar
  - Julian Clarke - District 9
  - Sally Menke - Bastardi senza gloria (Inglourious Basterds)
  - Joe Klotz - Precious
- 2011
  - Kirk Baxter e Angus Wall - The Social Network (The Social Network)
  - Jon Harris - 127 ore (127 Hours)
  - Andrew Weisblum - Il cigno nero (Black Swan)
  - Pamela Martin - The Fighter (The Fighter)
  - Tariq Anwar - Il discorso del re (The King's Speech)
- 2012
  - Kirk Baxter e Angus Wall - Millennium - Uomini che odiano le donne (The Girl with the Dragon Tattoo)
  - Thelma Schoonmaker - Hugo Cabret (Hugo)
  - Anne-Sophie Bion e Michel Hazanavicius - The Artist
  - Christopher Tellefsen - L'arte di vincere (Moneyball)
  - Kevin Tent - Paradiso amaro (The Descendants)
- 2013
  - William Goldenberg - Argo
  - Tim Squyres - Vita di Pi (Life of Pi)
  - Michael Kahn - Lincoln
  - Jay Cassidy e Crispin Struthers - Il lato positivo - Silver Linings Playbook (Silver Linings Playbook)
  - Dylan Tichenor e William Goldenberg - Zero Dark Thirty
- 2014
  - Alfonso Cuarón e Mark Sanger - Gravity
  - Jay Cassidy, Crispin Struthers e Alan Baumgarten - American Hustle - L'apparenza inganna (American Hustle)
  - Christopher Rouse - Captain Phillips - Attacco in mare aperto (Captain Phillips)
  - John Mac McMurphy e Martin Pensa - Dallas Buyers Club
  - Joe Walker - 12 anni schiavo (12 Years a Slave)
- 2015
  - Tom Cross - Whiplash
  - Joel Cox e Gary D. Roach - American Sniper
  - Sandra Adair - Boyhood
  - Barney Pilling - Grand Budapest Hotel (The Grand Budapest Hotel)
  - William Goldenberg - The Imitation Game
- 2016
  - Margaret Sixel - Mad Max: Fury Road
  - Hank Corwin - La grande scommessa (The Big Short)
  - Stephen Mirrione - Revenant - Redivivo (The Revenant)
  - Tom McArdle - Il caso Spotlight (Spotlight)
  - Maryann Brandon e Mary Jo Markey - Star Wars - Il risveglio della Forza (Star Wars: The Force Awakens)
- 2017
  - John Gilbert - La battaglia di Hacksaw Ridge (Hacksaw Ridge)
  - Tom Cross - La La Land
  - Joi McMillon e Nat Sanders - Moonlight
  - Joe Walker - Arrival
  - Jake Roberts - Hell or High Water
- 2018
  - Lee Smith - Dunkirk
  - Jon Gregory - Tre manifesti a Ebbing, Missouri (Three Billboards Outside Ebbing, Missouri)
  - Paul Machliss e Jonathan Amos - Baby Driver - Il genio della fuga (Baby Driver)
  - Tatiana S. Riegel - Tonya (I, Tonya)
  - Sidney Wolinsky - La forma dell'acqua - The Shape of Water (The Shape of Water)
- 2019
  - John Ottman – Bohemian Rhapsody
  - Barry Alexander Brown – BlacKkKlansman
  - Giōrgos Mauropsaridīs – La favorita (The Favourite)
  - Patrick J. Don Vito – Green Book
  - Hank Corwin – Vice - L'uomo nell'ombra (Vice)

### 2020
- 2020
  - Andrew Buckland e Michael McCusker - Le Mans '66 - La grande sfida (Ford v. Ferrari)
  - Tom Eagles - Jojo Rabbit
  - Jeff Groth - Joker
  - Thelma Schoonmaker - The Irishman
  - Yang Jin-mo - Parasite (Gisaengchung)
- 2021
  - Mikkel E. G. Nielsen - Sound of Metal
  - Alan Baumgarten - Il processo ai Chicago 7 (The Trial of the Chicago 7)
  - Giōrgos Lamprinos - The Father - Nulla è come sembra (The Father)
  - Frédéric Thoraval - Una donna promettente (Promising Young Woman)
  - Chloé Zhao - Nomadland
- 2022
  - Joe Walker - Dune (Dune: Part One)
  - Hank Corwin - Don't Look Up
  - Pamela Martin - Una famiglia vincente - King Richard (King Richard)
  - Peter Sciberras - Il potere del cane (The Power of the Dog)
  - Myron Kerstein e Andrew Weisblum - Tick, Tick... Boom!
- 2023
  - Paul Rogers - Everything Everywhere All at Once
  - Mikkel E. G. Nielsen - Gli spiriti dell'isola (The Banshees of Inisherin)
  - Matt Villa e Jonathan Redmond - Elvis
  - Monika Willi - Tár
  - Eddie Hamilton - Top Gun: Maverick
- 2024
  - Jennifer Lame - Oppenheimer
  - Laurent Sénéchal - Anatomia di una caduta (Anatomie d'une chute)
  - Thelma Schoonmaker - Killers of the Flower Moon
  - Kevin Tent - The Holdovers - Lezioni di vita (The Holdovers)
  - Giōrgos Mauropsaridīs - Povere creature! (Poor Things)
- 2025
  - Sean Baker – Anora
  - Dávid Jancsó – The Brutalist
  - Nick Emerson – Conclave
  - Myron Kerstein – Wicked
  - Juliette Welfling – Emilia Pérez